# Ghazni (provins)
Ghazni-provinsen er en af Afghanistans 34 provinser . Den ligger den østlige del af landet. Administrationscentret er i byen Ghazni.
Ghazni er opdelt i 16 distrikter (administrationscentrene står i parentes).
- Nawur (Du Abi) 100 % Hazara
- Ajiristsan (Sangar) 97 % Pashtuner 3 % Hazara
- Malistan (Malistan) 100 % Hazara
- Jaghuri (Sange Masha) 100 % Hazara
- Gelan (Gilan) 100 % Pashtoer
- Nawa (Nawa) 100 Pashtoer
- Muqur (Moqor) 99 % Pashtuner 1 % Hazara og Tajik
- Qarabagh (Qarabagh) 55 % Pashtuner 45 % Hazara
- Ab Band (Haji Khel) 100 % Pashtuner
- Giro (Pana) 100 % Pashtuner
- Jaghatu 73 % Hazara 27 % Pashtuner
- Bahrami Shahid (Jaghatuy Ghazni)
- Ghazni 50 % Tajik, 25 % Pashtuner, 20 % Hazara, og 5 % hinduer
- Zana Khan (Dado) 100 % Pashtuner
- Dih Yak (Ramak) 89 % Hazara 11 % Pashtuner
- Andar (Miray) 100 % Pashtuner [1]

Malistan, Jaghuri, Nawur er dele af Qarabagh, Dih Yak og Jaghatu er del af Hazara-området kendt som Hazarajat.
De etniske grupper i provinsen er hovedsagelig Pashtuner, men hazarere og tadsjiker og hinduer bor også i området. Under Taliban-regimet flygtede mange fra landet, men med den nuværende administration er de kommet tilbage til byen Ghazni.
16. november 2003 blev Bettina Goislard, en arbejder fra FN's Flygtningehøjkommissariat (UNHCR), dræbt i Ghazni by i en tydelig mærket UNHCR-bil. UNHCR trak sig ud af provinsen pga. dårlig sikkerhed og er ikke vendt tilbage. Provinsen har siden 6. oktober 2008 været på UNHCRs liste over utrygge steder i Afghanistan.

## Eksterne kildere og henvisninger
1. ↑  "Afghanistan Information Management Services (AIMS)" (PDF). Arkiveret fra originalen 29. september 2007. Hentet 17. februar 2022.

- United Nations Assistance Mission in Afghanistan (UNAMA)
- UNHCR: Afghanistan Security Update, okt. 2008

33°30′N 68°00′Ø / 33.5°N 68°Ø